# Aspoeckiella gallagheri
Aspoeckiella gallagheri is een insect uit de familie van de vlinderhaften (Ascalaphidae), die tot de orde netvleugeligen (Neuroptera) behoort. 
Aspoeckiella gallagheri is voor het eerst wetenschappelijk beschreven door Hölzel in 2004.